# 湾子水库
湾子水库是中国云南省曲靖市罗平县境内的一座水库，位于大干河上，建于1958年。水库正常库容为1040万立方米，集雨面积为104平方千米，海拔为1533.5米。